# Lars Jørgensen

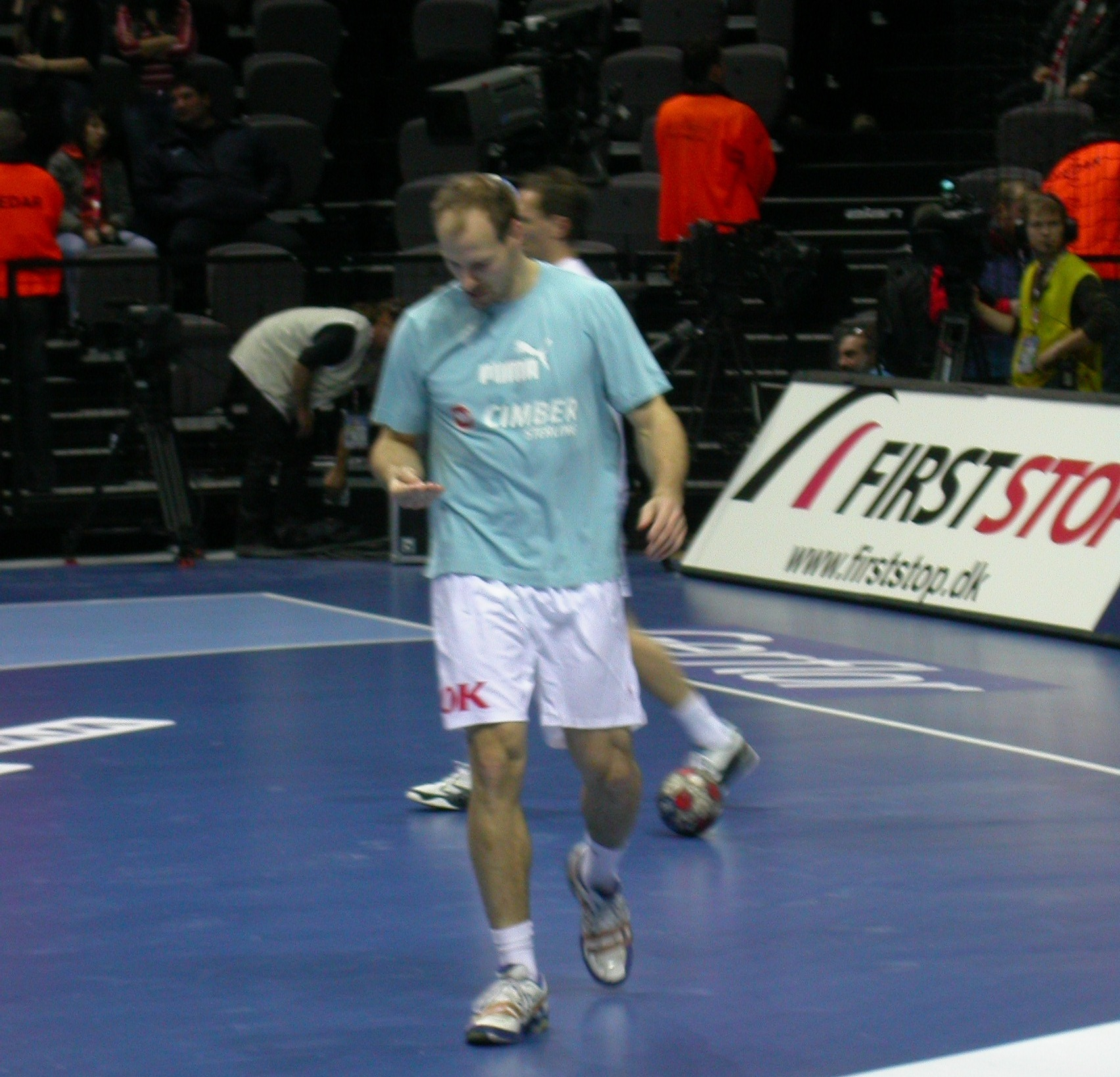
Lars Jørgensen 2009.

Lars Troels Jørgensen, född 3 februari 1978 i Lov i Næstved, är en numera inte aktiv  dansk handbollsspelare. Han är högerhänt och spelar i anfall som vänsternia, men används främst som försvarsspecialist. Efter sin aktiva karriär blev han assisterande tränare för det danska damlandslaget.

## Karriär[2]
Första elitklubben var Roar HK från Roskilde men efter ett år växlade han till Virum Sorgenfri HK men där blev han bara ett år. Han spelade sedan  i sju år 2001-2009 i två spanska toppklubbar BM Altea och Portland San Antonio men vände hem till Danmark 2009. Han spelade sedan i AG Köpenhamn i tre år till klubben gick i konkurs. Sina sista fem år spelade han för KIF Kolding Köpenhamn.2017 slutade hans aktiva karriär men då blev han genast assistenttränare för damlandslaget.

### Landslagskarriär[3]
Lars Jørgensen var främst försvarsspelare och spelade i landslaget i defensiven samt i kontringar. Han blev ofta omnämnd som en av de bättre försvarsspelarna i världen, och han var kärnan i landslagets försvar i flera slutrundor på 2000-talet bl.a. EM i Schweiz 2006, VM i Tyskland 2007, och EM i Norge 2008. Han spelade i  landslaget i elva år 1999-2010 och nådde 192 landskamper för Danmark.

## Klubbar
- Roar HK Roskilde (1999-2000)
- Virum Sorgenfri HK (2000 - 2001)
- BM Altea (2001 - 2004)
- Portland San Antonio (2004 - 2009)
- AG Köpenhamn (2009 - 2012)
- KIF Kolding Köpenhamn (2012 - 2017[5])

## Meriter

### Med klubblag
- 1 Spanskt mästerskap med Portland San Antonio 2005

- 4 st Danska Mästerskap med AG Köpenhamn 2011,2012 och med Kif Kolding Köpenhamn 2014 och 2015

### Med landslaget
- 3 EM-brons med Danmarks herrlandslag i handboll 2002, 2004, 2006
- EM-guld med Danmarks herrlandslag i handboll 2008
- VM-brons med Danmarks herrlandslag i handboll 2007

### Fotnoter
1. ↑  ”Lars Joergensen ny assistentraener kvindelandsholdet”. https://www.hbold.dk/2017/06/21/lars-joergensen-ny-assistenttraener-kvindelandsholdet/. Läst 19 mars 2019.
2. ↑  ”Landslagslegend inställer karriären efter 20år”. http://sport.tv2.dk/haandbold/2017-03-02-landsholdslegende-indstiller-karrieren-efter-20-aar-paa-topplan. Läst 19 mars 2019.
3. ↑  ”Haslund info / LarsJörgensen”. http://www.haslund.info/haandbold/10_herre/20_spillere/jorlar.asp. Läst 19 mars 2019.
4. ↑  ”Lars J stoper på landsholdet”. Arkiverad från originalet den 2 mars 2017. https://web.archive.org/web/20170302195418/http://sport.tv2.dk/2010-03-02-lars-j-stopper-p%C3%A5-landsholdet. Läst 19 mars 2019.
5. ↑  ”Efter 20 aar med harpiks dansk haandboldveteran siger stop”. https://www.dr.dk/sporten/haandbold/herreligaen/efter-20-aar-med-harpiks-dansk-haandboldveteran-siger-stop-til-sommer. Läst 19 mars 2019.